# Salustiano de Olózaga Almandoz
Salustiano de Olózaga Almandoz (Oyón, Àlaba, 8 de juny de 1805 – Enghien-les-Bains, 26 de setembre de 1873) fou un militar, escriptor, advocat i polític basc.

## Entorn familiar
Olózaga va néixer en una família benestant d'ideologia liberal a la Rioja alabesa. El seu avi, Ramón Antonio, natural de Lantziego, va obtenir en 1791 el reconeixement de la seva noblesa lligada al privilegi basc de hidalguia universal per ser els seus ascendents «[…] nobles hijosdalgo, notoris de sang per provenir de les Cases solars de la província de Guipúscoa [...]». En 1803, va ser regidor de Logronyo com a artesà de l'estat noble, càrrec que va ostentar posteriorment, almenys, dues vegades més. El seu pare, Celestino Olózaga y Sáenz de Navarrides, també havia nascut a Oyón i treballava com a metge contractat per l'ajuntament d'Arnedo amb un salari anual d'11 000 reals.
Poc després de néixer, el nen va ser portat a la casa familiar d'Arnedo i allí va aprendre les primeres lletres. Anys més tard va afirmar que, per a ensenyar-li a llegir, el seu pare utilitzava els articles de la Constitució de 1812 conforme anaven aprovant-se en el transcurs de les sessions parlamentàries.
El seu professor de llatí va ser Marcelino Magro, un catedràtic liberal originari de Conca i refugiat en Arnedo que utilitzava com a material didàctic textos d'autors llatins i no el catecisme o llibres d'oracions, com era usual en l'època.
D'aquesta primera època formativa va quedar ressenyat per Fernández de los Ríos l'èxit obtingut pel petit Salustiano al concurs de llatí que els franciscans del convent de Vico celebraven cada 2 d'agost, festa de la Porciúncula. El guanyador obtenia el dret al fet que la resta dels alumnes l'homenatgés amb el nom del seu poble. Aquesta aclamació de «Visca Arnedo!» va perdurar en la memòria d'Olózaga i, en arribar la desamortització, va comprar el convent del Cidacos. A la vora de la mort, en un altre 2 d'agost, però de 1873, encara escrivia amb nostàlgia al seu fill que «avui fa 58 anys que vaig rebre a Vico el meu primer premi literari».

## Inicis polítics i estudis universitaris
Va estudiar Filosofia a Saragossa i Madrid, on residia amb la seva família des de 1819. Oficial de la Milícia Nacional i liberal convençut, va acompanyar en 1823 a les Corts del Trienni liberal durant el seu trasllat a Sevilla i Cadis, fugint de la intervenció absolutista dels Cent Mil Fills de Sant Lluís. Després de la derrota liberal, torna a Madrid i cursa estudis de Dret a la Universitat Complutense de Madrid (antiga Universitat Central), exercint posteriorment com a passant de l'advocat Manuel María Cambronero. Influït per ell, va participar en les conspiracions liberals de 1831, la qual cosa el va obligar a exiliar-se a Donibane Lohitzune

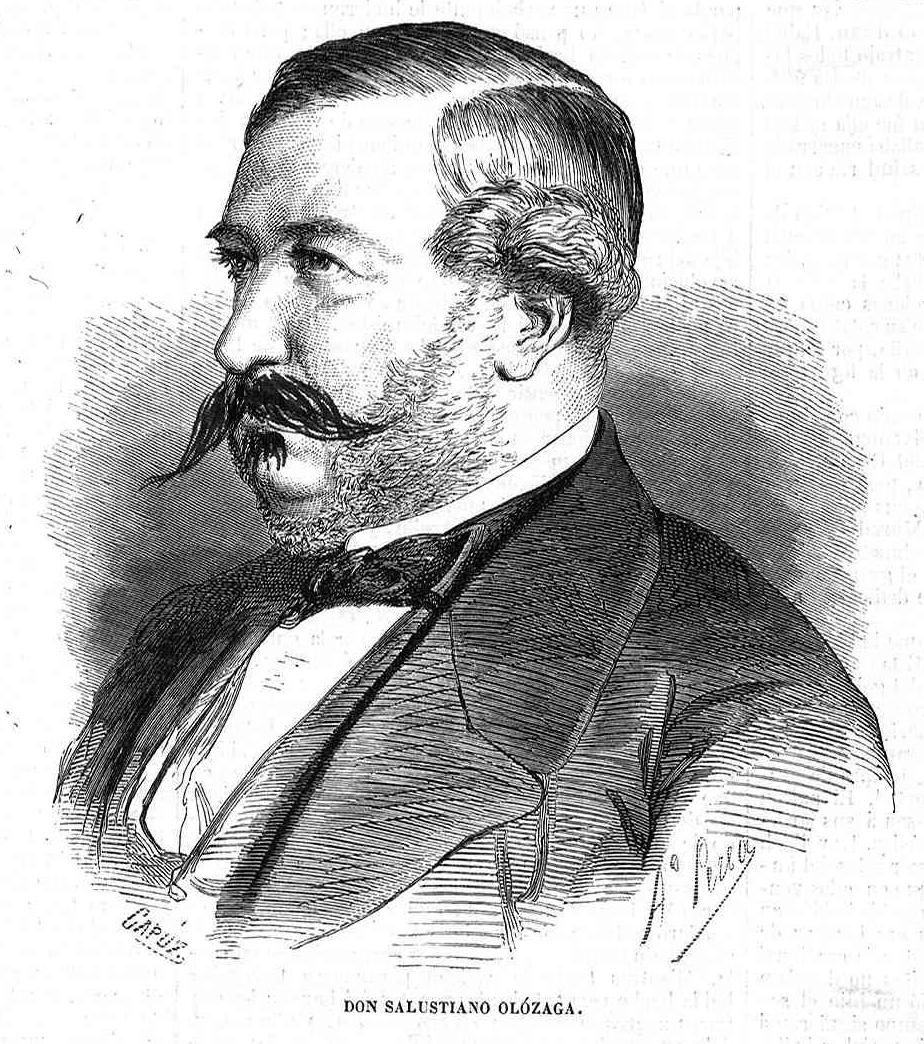
Salustiano Olózaga, dibuix d'A. Perea, en El Museo Universal, 1864.

Aprofitant l'amnistia de 1832 torna a Espanya (febrer de 1833) i és recomanat pel comte de Toreno al ministre de Gracia i Justícia Nicolás María Garelli y Battifora, qui el nomena secretari de la comissió que revisava el Codi de comerç. Amb Mendizábal va ser governador civil de Madrid. Va ser elegit diputat per aquesta ciutat i després per Logronyo en les successives eleccions parlamentàries des de 1836 fins a 1873. Va participar en l'elaboració de la Constitució espanyola de 1837 després del Motí de la Granja de San Ildelfonso, convençut de la necessitat de superar els enfrontaments que la Constitució de 1812 i l'Estatut Reial de 1834 havien suposat. És en aquells dies quan se'l nomena preceptor d'Isabel II (reina des de 1833, però encara sota regència de la seva mare María Cristina).

## President
Oposat a la Llei d'Ajuntaments de la Regent, va prendre part activa en la caiguda de Maria Cristina i donà un clar suport al progressisme i a Baldomero Espartero. En ascendir Espartero al poder, va ser nomenat ambaixador a París, on va tractar de conciliar les posicions oficials espanyoles amb les trames que realitzava Maria Cristina a l'exili. Després de la caiguda d'Espartero i un cop proclamada Isabel II major d'edat i Reina d'Espanya, va ser nomenat President del Consell de Ministres i hagué d'enfrontar-se a les falses acusacions del reaccionari Luis González Bravo, qui sostenia que havia tractat d'obtenir la dissolució de les Corts mitjançant l'ús de la violència i intimidació sobre la Reina. La situació el va obligar a fugir de nou a França el 19 de novembre de 1843. No tornaria A Espanya fins a l'any 1847.
El 1853 va ingressar com membre de la Reial Acadèmia de la Història. Posteriorment fou novament ambaixador a París i de tornada a la península va mantenir dures crítiques enfront dels moderats i reaccionaris, sobretot arran dels fets de la nit de Sant Daniel. El 1871 va ser nomenat membre de la Reial Acadèmia Espanyola, alhora que fou nomenat president interí després de les eleccions generals espanyoles de 1871. Va morir sent ambaixador a França.

## Obres
- Historia política de Aragón (1853)
- De la beneficiencia en Inglaterra y en España (1864)
- Estudios sobre elocuencia, política, jurisprudencia, historia y moral (1864)